# 杨大成
杨大成，浙江人，是一名明朝政治人物。
杨大成曾于1598年接替李兆庚任崇明县知县一职，1599年由庄尚稷接任。